# Ishtar (cantora)
Ishtar (em hebraico אישתאר, chama-se na verdade Eti Zach, ou seja, Ester Zach) ( Qiryat Atta, 10 de novembro de 1968) é uma cantora israelita. 
Filha de mãe egípcia e pai marroquino de origem sefardita. A avó materna fora uma grande cantora no Egito, e seu próprio pai também foi músico. Ishtar e a irmã foram educadas em escolas de idioma árabe, daí seu conhecimento perfeito da língua árabe clássica, que compreende, fala, lê e escreve. Conhece ainda as variantes populares egípcia e magrebina com certa fluência. (fonte: )

## Biografia e Carreira
A música sempre foi parte importante de sua vida, e desde os 14 anos Ishtar já cantava profissionalmente. Aos 18 anos, como todos os demais jovens israelitas, ele prestou o serviço militar. Aos 20 anos viajou por vários países, como a Austrália e a França. Ali, integrou durante um longo tempo a banda Alabina (Deus está connosco, em árabe). Ishtar quase sempre cantava, e "Los Niños de Sara" tocavam. Alabina foi a união entre Ishtar e Los Niños. A banda misturava em suas melodias ritmos flamencos, mediterrâneos, ciganos e árabes com pop. Eles tocavam e cantavam em espanhol e ela cantava, frequentemente em árabe, mas também em outras línguas. Ishtar sabe falar também (e canta) em francês, hebraico, inglês e espanhol.
Em 2002, inicia novamente carreira solo. Ishtar é casada e vive actualmente entre Israel e a França, e tem dois filhos gémeos. Já se apresentou pelo mundo todo, numa longa lista de nações: Israel, França, Estados Unidos, Austrália, Turquia, Arménia, Marrocos, África do Sul, Brasil, Espanha, Rússia, Itália, Suécia, Grécia, Índia, México, Panamá, Polónia, Roménia, Reino Unido, Canadá... Algumas de suas canções são muito antigas como (Habibi Ya Eini Helwa Ya Baladi ou Lamouni), outras recentes (Last Kiss, C'est La Vie). Umas tristes (Ya Mama Tu M'as Tant Donne), outras frenéticas e dançantes (Alabina, Salma Ya Salama, Sawa, Habibi De Mis Amores). Em algumas, pode-se até encontrar um ar introspectivo (Je Sais D'Où Je Viens, Horchat Hai Caliptus etc). 
Ela mistura estilos com facilidade, e veste-se com elegância. Tem os cabelos longos e louros (pintados).

## Origem do Nome
Ishtar foi escolhido como nome artístico pela cantora em homenagem à avó paterna, que se chamava Ester, mas que era conhecida como "Ishtar", de acordo com o sotaque sefardita. Também era assim chamada a deusa da fertilidade dos babilónios.